# Aerobryopsis striatula
Aerobryopsis striatula är en bladmossart som beskrevs av Brotherus 1906. Aerobryopsis striatula ingår i släktet Aerobryopsis och familjen Meteoriaceae. Inga underarter finns listade i Catalogue of Life.